# NEM (暗号通貨)
NEM（ネム）とは、分散化、経済的な自由、平等といった原則に基づいた新しい経済の枠組みを確立することを目標としたプロジェクトで利用されるブロックチェーンである。2015年3月31日に開始された。ネイティブ通貨はXEM（ゼム）。主な機能として、P2Pセキュアなマルチシグ（多重署名）アカウント、暗号化メッセージングシステム、Eigentrust++評判システムが組み込まれている。電子署名アルゴリズムとしてED25519を採用する。
また、NEMの機能をアップグレードさせた後継ブロックチェーンにSymbolがある。今後NEMはSymbolのサブチェーンとして統合されていく予定である。

## 歴史

### NEMのローンチ
2014年1月19日、Nxtに触発されUtopianFutureと呼ばれるBitcoin Talkフォーラムユーザーによって参加が呼びかけられ、Jaguar、Gimre、BloodyRookieらで開発が始まった。オープンアルファテストを6月25日に開始し、オープンベータテストを10月20日に開始した。そして2015年3月31日にメインネットが公開された。また、メインネットのジェネシスブロックは3月29日に出ている。

### NEM財団とNEMグループの設立
2016年11月1日に新型ウォレット「Nanowallet」をオープンソースとして公開された。2017年3月にはNEMの導入、教育、普及を国際的規模で行うことを目的に「NEM財団」がシンガポールにて設立された。 2018年1月26日、コインチェックにてXEMが大量流出し、3月には流出分が全額返金された。2020年4月にはNEM財団を解散して「NEMグループ（NEM Group Ltd.：NGL）」が設立された。 2020年7月23日、リトアニア中央銀行がNEMブロックチェーンを利用した世界初のCBDC「LBCoin」を発行した。2021年11月5日、ハードフォーク「Harlock（ハーロック）」の実施を発表し、日本時間12月1日に完了した。

### KASANEの発表
2024年9月27日には次期アップデートであるKASANEが発表され、同時に関連組織「Lingua Franca（リンガ・フランカ）」の紹介された。

## 特徴

### XEM
NEMでは、内部通貨として「XEM」が規定され、総発行量は約90億(8,999,999,999)XEMである。これはNEMが公開された時に全て発行され、新規発行される事はない。XEMは取引手数料の支払いや、ハーベストと言われる取引承認作業を行なった人への報酬として使用される。

### ハーベスト
NEMはコンセンサスアルゴリズムとしてProof-of-Importance（PoI）を採用し、ブロック生成するプロセスをハーベストという。 PoIでは、NEMアカウントの重要度（インポータンス）が所有しているXEMの数とウォレットとの間の取引数や取引額によって決まり、約1分ごとにブロックの中に入っている手数料が重要度によってウォレットに対してランダムに配分される。ただし、配分される権利はNEMアカウントの既得バランスが10,000XEM以上の保有アカウントに適用される。     

### トークン資産管理機能
NEMでは、トークンを発行する機能があり、そのトークンをモザイクと呼ぶ。内部通貨XEMはモザイクの一種であり、初めから組み込まれているトークンである。トークンを作成するには、ネームスペース領域にてドメイン名を作り、その下にてモザイクを作ることになっている。またモザイクは、以下の属性を持つ。
- Description（説明）：モザイクの説明文
- Divisibility（可分性）：モザイクを小数点まで分割できるようにする
- Information（情報）：プロパティに入れることができる任意のバイト配列
- Namespace（名前空間）：NEMにおけるドメイン名
- Name（名前）：モザイクの名称
- Mutable quantity（可変発行量）：流通させるモザイクの総量
- Transferability（譲渡性）：誰と譲渡できるのかを設定する
- Levy（課徴金）：モザイクの取引における手数料を設定する

### オンチェーンマルチシグ
マルチシグとは複数当事者による署名機能である。NEMでは、指定されたウォレットからの署名が揃うまではトランザクションがウォレットに保存されず、ネットワークにブロードキャストされない。その代わりに、まず署名されてノードに送信されたらメモリに保存され、残りの署名者によって署名される仕組みになっている。つまり、一連の仕組みはブロックチェーン上で完結できるようになっている。 
またマルチシグ機能は、以下のようになっている。 
- M of N 機能：N人が署名権限を持ち、そのうちM人以上が揃えば署名できる機能
- 署名者の追加と削除
- TTLトランザクション：トランザクションに署名できる有効期間（最大24時間）

それにより、あるウォレットがハッキングで秘密鍵を見られて不正ログインされても、別のウォレットが署名しない限り、XEMをはじめとするトークンを送信できないようになる。 

### アーキテクチャ

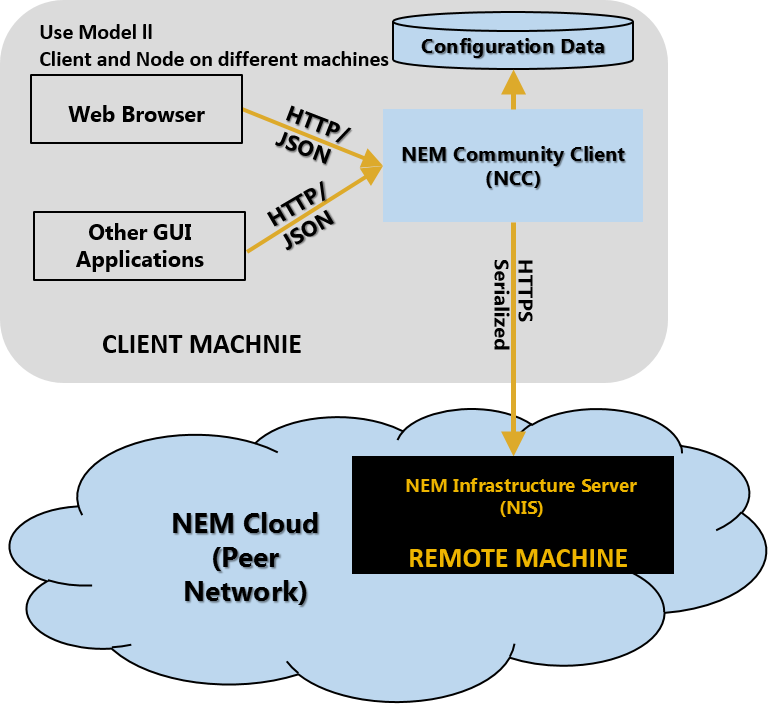
NEMアーキテクチャーの概要

NEMはウェブベースのアーキテクチャを採用する。各ノードはWebサーバー、データベース、コアアプリケーションで構成され、各アカウントはそれらを用いてハーベストや取引記録の保存を行う。そのノードをNEM Infracture Server（NIS）という。また、各ノードはP2Pの接続形態で相互に同期する。ウォレットはクライエントとして動作し、APIを通じてノードに接続する仕組みとなっている。つまりクライエントとサーバーが分離して処理をしている。

### NEM Wallet
NEM WalletとはNEMの公式ウォレットであり、XEM、モザイク、及びメッセージを送ることができる。またハーベストの設定やオンチェーンマルチシグ、ネームスペースの登録およびモザイク作成、NEMを使ったDNSサービス、アポスティーユ公証サービス等を行える。

### ノード評価システム
NEMは評判システムとしてEigentrust++を採用し、ネットワーク内のノードの過去の動作を監視することでノードの管理をする。それにより、信用できないノードは拒否され、無視される仕様になっている。